# 미국 여자 축구 국가대표팀
미국 여자 축구 국가대표팀(영어: United States women's national soccer team 유나이티드 스테이츠 위민스 내셔널 사커 팀[*])은 미국을 대표하는 여자 축구 대표팀으로 미국 축구 협회에서 운영한다. 북중미 여자 축구 최강이자 독일과 함께 세계 축구 최강으로 손꼽히는 팀으로 1985년 8월 18일 이탈리아와의 첫 국제 경기를 치렀으며 2004년 3월에 국제 축구 연맹(FIFA) 창립 100주년을 맞이하여 펠레가 선정한 FIFA 100에 미국 여자 선수로는 미아 햄과 미셸 에이커스가 선정되었다.

## 국제 대회 경력

### FIFA 여자 월드컵
초대 대회인 1991년 FIFA 여자 월드컵을 시작으로 현재까지 8번의 본선에 모두 출전하여 이 중 4번의 대회(1991년, 1999년, 2015년, 2019년)에서 우승컵을 들어올렸고 2011년 대회에서는 준우승을 차지하는 등 출전한 모든 본선 대회에서 4강 이상의 성적을 거두었다. 특히 4번의 우승으로 여자 월드컵 최다 우승국 타이틀을 보유하면서 여자 축구 세계 최강다운 면모를 보여주고 있다.

### 하계 올림픽
초대 대회인 1996년 대회를 시작으로 7번의 대회에 모두 출전하여 금메달 4개, 은메달 1개, 동메달 1개를 휩쓸면서 스웨덴과의 8강전에서 승부차기까지 가는 접전 끝에 3-4로 석패하며 메달 획득에 실패한 2016년 대회를 제외한 모든 대회에서 메달을 수확했다.

### CONCACAF W 챔피언십
여자 골드컵 본선에는 10번의 대회 중 1999년 FIFA 여자 월드컵 개최국 자격을 얻으면서 불참한 1998년 대회를 제외하고 모두 출전하여 무려 8번의 대회에서 우승을 휩쓸었다.

### 팬아메리칸 게임
팬아메리칸 게임 축구 본선에는 U-18, U-20 대표팀으로 2번 출전하여 1999년 대회에서는 금메달을 목에 걸었고 2007년 대회에서는 은메달을 획득했다.

## 기타 국제 대회 경력
알가르브컵에는 20번 출전하여 10번의 우승과 4번의 준우승을 차지하는 등 17번의 대회에서 4강 이상의 성적을 거두었고 이밖에도 US컵 7회 우승, 4개국 친선 대회 7회 우승, 피스퀸컵 2회 우승, 1991년 알베나컵 우승 등 각종 국제 대회에서 거의 정상에 오르면서 북중미를 넘어 세계 축구 최강국 자리를 굳건히 지키고 있다.

## 역대 월드컵 성적
| FIFA 여자 월드컵 기록 | FIFA 여자 월드컵 기록 | FIFA 여자 월드컵 기록 | FIFA 여자 월드컵 기록 | FIFA 여자 월드컵 기록 | FIFA 여자 월드컵 기록 | FIFA 여자 월드컵 기록 | FIFA 여자 월드컵 기록 | FIFA 여자 월드컵 기록 |
| 년도                  | 결과                  | 경기                  | 승                    | 무                    | 패                    | 득점                  | 실점                  | 감독                  |
| --------------------- | --------------------- | --------------------- | --------------------- | --------------------- | --------------------- | --------------------- | --------------------- | --------------------- |
| 1991                  | 우승                  | 6                     | 6                     | 0                     | 0                     | 25                    | 5                     | 앤슨 도런스           |
| 1995                  | 3위                   | 6                     | 4                     | 1                     | 1                     | 15                    | 5                     | 토니 디시코           |
| 1999                  | 우승                  | 6                     | 5                     | 1                     | 0                     | 18                    | 3                     | 토니 디시코           |
| 2003                  | 3위                   | 6                     | 5                     | 0                     | 1                     | 15                    | 5                     | 에이프릴 하인릭스     |
| 2007                  | 3위                   | 6                     | 4                     | 1                     | 1                     | 12                    | 7                     | 그레그 라이언         |
| 2011                  | 준우승                | 6                     | 3                     | 2                     | 1                     | 13                    | 7                     | 피아 순드하게         |
| 2015                  | 우승                  | 7                     | 6                     | 1                     | 0                     | 14                    | 3                     | 질 엘리스             |
| 2019                  | 우승                  | 7                     | 7                     | 0                     | 0                     | 26                    | 3                     | 질 엘리스             |
| 2023                  | 16강                  | 4                     | 1                     | 3                     | 0                     | 4                     | 1                     | 블라트코 안도노프스키 |
| 2027                  | 미정                  | 미정                  | 미정                  | 미정                  | 미정                  | 미정                  | 미정                  | 미정                  |
| 합계                  | 9/9                   | 54                    | 41                    | 9                     | 4                     | 142                   | 39                    |                       |

## 올림픽 축구성적
- 1996년 - 우승
- 2000년 - 준우승
- 2004년 - 우승
- 2008년 - 우승
- 2012년 - 우승
- 2016년 - 8강
- 2020년 - 3위
- 2024년 - 우승
- 2028년 - 개최국 자동 출전

## CONCACAF 여자 축구 선수권 대회
- 1991년 - 우승
- 1993년 - 우승
- 1994년 - 우승
- 1998년 - 불참 (1999년 FIFA 여자 월드컵 개최국 자격으로 자동 출전)
- 2000년 - 우승
- 2002년 - 우승
- 2006년 - 우승
- 2010년 - 3위
- 2014년 - 우승
- 2018년 - 우승
- 2022년 - 우승

## 역대 감독
| 감독          | 임기        |
| ------------- | ----------- |
| 피아 순드하게 | 2008 ~ 2012 |

## 같이 보기
- 미국 축구 국가대표팀